# Park Bo-ram
Pour les articles homonymes, voir RAM.
Park Bo-ram (en hangeul : 박보람), née le 1er mars 1994 à Chuncheon et morte le 11 avril 2024 à Séoul, est une chanteuse sud-coréenne. 
Elle participe à Superstar K2 de Mnet et a fini à la huitième place. Elle fait ses débuts avec la sortie de son single digital Beautiful en featuring avec Zico le 7 août 2014. Cette année-là, elle remporte le prix de l'Artiste de l'année pour août aux Gaon Chart K-Pop Awards et a été nommée « Meilleure nouvelle artiste » aux Mnet Asian Music Awards, aux Golden Disk Awards ainsi qu'aux MelOn Music Awards.

## Biographie

### Carrière

#### Prédébuts
En 2010, Park Boram finit dans le Top 8 de Superstar K2. En parlant de son expérience dans cette compétition de chant, elle a déclaré : 

« J'ai aussi gagné de l'expérience dans la performance sur scène grâce à Superstar K2. J'ai réalisé qu'il fallait que je sois plus à l'aise afin de ne pas commettre d'erreurs. »

 Elle a signé chez Jellyfish Entertainment et s'entraîne là-bas avant de partir chez MMO Entertainment pour débuter. En 2011, elle a enregistré la chanson Always pour la bande-son de 49 Days diffusé sur SBS. Fin 2011, Jellyfish Entertainment sort un single de Noël avec les artistes de l'agence, y compris Boram. En mars 2014, elle fait une apparition surprise dans le vidéoclip de Hong Dae Kwang Thank You My Love. Avant de débuter, elle attire l'attention sur elle en perdant 32 kg depuis Superstar K2,.

#### Depuis 2014: Débuts avecBeautiful,Celepretty,SorryetDynamic Love
Park Boram débute avec la sortie de son single digital Beautiful en featuring avec le rappeur Zico le 7 août 2014. Elle a fait ses débuts sur scène à l'Inkigayo de SBS le 10 août 2014. Beautiful s'est classé à la deuxième place dans le Gaon. Le 12 novembre 2014, Boram apparaît dans le vidéoclip de Nattew Love Will Be Ok et joue le rôle de son love interest.
Le 22 janvier 2015, Park Boram sort la bande-son Falling pour le drama Hyde, Jekyll, Me. Le 23 avril, son premier mini-album Celepretty sort, ainsi que son single principal éponyme. Son single a atteint la 7e place du Gaon. Le 15 mai, Boram sort le single Super Body, qui a pour but de promouvoir la boisson diététique de CJ Fat Down, avec elle comme égérie. Le 19 juin, elle apparaît dans le vidéoclip d’ Um Oh Ah Yeh de Mamamoo. Ce mois, elle a également sorti une collaboration avec le chanteur Lee Hyun, intitulée Pretty Bae. Le 21 septembre, elle figure dans la chanson solo de Park Kyung Ordinary Love, qui s'est classée à la troisième place du Gaon Digital Chart. Elle et Eric Nam se sont rendus à The Walk, une expérience virtuelle tenue au Yongsan CGV à Séoul le 12 octobre. Boram a chanté en tant que membre de la line-up de la Kcon 2015 à Jeju. Le 7 octobre, Boram sort la ballade Sorry, qui s'est classée 30e.
Park Boram a sorti un single acoustique appelé Dynamic Love le 21 avril 2016.

### Décès
Quelques jours après la sortie d'un nouveau single I Miss You, Park Bo-ram meurt le 11 avril 2024 à l'hôpital après avoir subi un arrêt cardiaque à son domicile dans des conditions sur lesquelles la police enquête. 

## Discographie

### Extended plays
| Celepretty                                                                            | - Date de sortie: 23 avril 2015 - Label: MMO Entertainment, CJ E&M - Format: CD, téléchargement | 14 | - COR: 880 |
| "—" signifie que le morceau ne s'est pas classé ou n'est pas sorti dans cette région. |                                                                                                 |    |            |

### Singles
| Titre                                                                                 | Année | Meilleure position | Ventes (téléchargements) | Album               |
| Titre                                                                                 | Année | COR                | Ventes (téléchargements) | Album               |
| ------------------------------------------------------------------------------------- | ----- | ------------------ | ------------------------ | ------------------- |
| "Beautiful" (ft. Zico de Block B)                                                     | 2014  | 2                  | - COR: 1,047,559+        | Celepretty          |
| "Celepretty"                                                                          | 2015  | 7                  | - COR: 747,730+          | Celepretty          |
| "Sorry"                                                                               | 2015  | 30                 | - COR: 89,185+,          | Non-issu d'un album |
| "Dynamic Love"                                                                        | 2016  | 53                 | - COR: 81,624            | Non-issu d'un album |
| "—" signifie que le morceau ne s'est pas classé ou n'est pas sorti dans cette région. |       |                    |                          |                     |

### Singles promotionnels
| Titre        | Année | Meilleure position | Ventes (DL) | Album               |
| Titre        | Année | COR Gaon           | Ventes (DL) | Album               |
| ------------ | ----- | ------------------ | ----------- | ------------------- |
| "Super Body" | 2015  | —                  | —           | Non-issu d'un album |

### Singles en collaboration
| Année | Chanson                       | Autres artistes | Album                      |
| ----- | ----------------------------- | --------------- | -------------------------- |
| 2010  | "Farewell Story (이별이야기)" | Variés          | Superstar K2 Top 11 Part 1 |
| 2010  | "The Dreamers"                | Variés          | Superstar K2 Up to 11      |
| 2010  | "Time Goes (세월이 가면)"     | Variés          | Superstar K2 Up to 11      |
| 2015  | "Pretty Bae"                  | Lee Hyun        | Pretty Bae                 |
| 2015  | "Ordinary Love"               | Park Kyung      | Single digital             |

### Bande-sons
| Année | Chanson                                      | Album                       |
| ----- | -------------------------------------------- | --------------------------- |
| 2010  | "Palpitations" (avec Kim So-jung)            | Playful Kiss OST            |
| 2010  | "I'll Stay" (avec Kim Ji-soo)                | Yacha OST                   |
| 2011  | "Always"                                     | 49 Days OST                 |
| 2015  | "Falling"                                    | Hyde, Jekyll, Me OST Part 1 |
| 2015  | "A Second like An Hour" (avec Eric Nam)      | Flirty Boy and Girl OST     |
| 2015  | "Hyehwa-dong"                                | Reply 1988 OST Part 4       |
| 2016  | Please Say Something, Even Though It's A Lie | "W OST Part 2"              |

## Filmographie

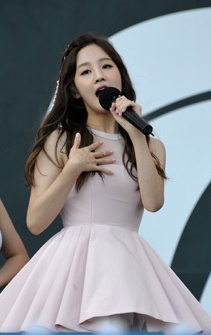
Park Boram sur scène en 2014.

### Dramas télévisés
| Année | Chaîne | Titre                    | Notes                                           |
| ----- | ------ | ------------------------ | ----------------------------------------------- |
| 2015  | Mnet   | Perseverance, Goo Hae Ra | caméo avec d'anciens participants à Superstar K |

### Emissions télévisées
| Année | Chaîne  | Titre                         | Rôle                                                        | Notes                                        |
| ----- | ------- | ----------------------------- | ----------------------------------------------------------- | -------------------------------------------- |
| 2010  | Mnet    | Superstar K2                  | Participante                                                | A fini dans le Top 8                         |
| 2014  | KBS     | Family of Dignity- Full House | Invitée                                                     | [ 35 ]                                       |
| 2015  | KBS     | Hello Counselor               | Invitée                                                     | Ep. 222 avec Jo Kwon, Kim Saeron et Seo Yuri |
| 2015  | KBS     | Yoo Hee Yeol’s Sketchbook     | Invitée                                                     | [ 36 ]                                       |
| 2015  | MBC     | Police 2015                   | Caméo                                                       | [ 37 ]                                       |
| 2015  | OnStyle | Get it Beauty                 |                                                             | Ep. 31                                       |
| 2016  | JTBC    | Two Yoo Project Sugar Man     | Invitée                                                     | Ep. 26                                       |
| 2016  | MBC     | King of Mask Singer           | Participante sous le nom de "I Am Completely Shrill-Voiced" | Ep. 59–60                                    |

### Apparitions dans des vidéoclips
| Année | Titre de la chanson | Artiste        | Rôle      |
| ----- | ------------------- | -------------- | --------- |
| 2014  | "Thank You My Love" | Hong Dae Kwang | Principal |
| 2014  | "Love Will be OK"   | Natthew        | Principal |
| 2015  | "Um Oh Ah Yeh"      | Mamamoo        | Caméo     |

## Récompenses et nominations
| Année | Cérémonie                  | Catégorie                       | Travail nommé | Résultat   |
| ----- | -------------------------- | ------------------------------- | ------------- | ---------- |
| 2014  | 4e Gaon Chart K-POP Awards | Artistes de l'année (août)      | "Beautiful"   | Lauréat    |
| 2014  | 4e Gaon Chart K-POP Awards | Artistes de l'année (septembre) | "Beautiful"   | Nomination |
| 2014  | Mnet Asian Music Awards    | Meilleur nouvel artiste         | Park Boram    | Nomination |
| 2014  | MelOn Music Awards         | Meilleur nouvel artiste         | Park Boram    | Nomination |
| 2015  | Golden Disk Awards         | Digital Daesang                 | "Beautiful"   | Nomination |
| 2015  | Golden Disk Awards         | Meilleur nouvel artiste         | Park Boram    | Nomination |